# Małgosia i buciki
Małgosia i buciki (ang. Franny’s Feet, 2003–2010) – serial animowany produkcji amerykańsko-kanadyjskiej. Dawniej emitowana w Wieczorynce od 5 czerwca 2007 roku. Lista zawiera 39 odcinków: każdy odcinek składa się z 2 epizodów. Od 5 września nowe odcinki 14–26 w TVP1. Od 31 grudnia 2008 serial emitowany na kanale MiniMini. Od 6 marca 2017 jest emitowany na kanale Top Kids.

## Fabuła
Małgosia (w oryginale Franny Fantootsie) ma 6 lat i jest wnuczką szewca. Dziadek często opiekuje się wnuczką, a ta uwielbia do niego przychodzić. Zawsze, gdy mierzy reperowane przez dziadka buty, dzieją się niezwykłe historie.

## Wersja polska
Opracowanie wersji polskiej: TVP Agencja Filmowa

Reżyseria: Andrzej Bogusz

Tłumaczenie i dialogi: Dorota Dziadkiewicz

Dźwięk:
- Jakub Milencki (odc. 1-13),
- Urszula Bylica (odc. 14-38)

Montaż:
- Zofia Dmoch (odc. 1-13),
- Urszula Bylica (odc. 14-38)

Kierownictwo produkcji: Monika Wojtysiak

Tekst piosenki: Krzysztof Rześniowiecki
Wystąpili:
- Katarzyna Benmansour – Małgosia
- Jacek Jarosz – Dziadek
- Grzegorz Wons –
  - Herman (odc. 1b),
  - Kaczorek (odc. 6b)
- Hanna Kinder-Kiss –
  - Mela (odc. 1a),
  - Świnka Dzika Zelda (odc. 4b),
  - Yamamoto (odc. 6a),
  - Gus (odc. 8a),
  - Carlos (odc. 11b)
- Zygmunt Sierakowski – Żółw Leon (odc. 1b)
- Agnieszka Kunikowska –
  - Koko Kwoczka (odc. 1a),
  - Li Mei (odc. 5b),
  - Julka (odc. 11a)
- Cezary Kwieciński –
  - Florek (odc. 2a),
  - Strażak (odc. 2a),
  - Przyjaciel Nosorożca (odc. 5a),
  - Impet (odc. 9b)
- Jerzy Rogowski –
  - Gwiazdor (odc. 2b),
  - Nuktuk (odc. 7b)
- Jolanta Wilk –
  - Magda (odc. 2b),
  - Dora (odc. 3a),
  - Kamila (odc. 4a),
  - Antulka (odc. 6b),
  - Desta (odc. 7a),
  - Neli (odc. 33b)
- Ewa Wawrzoń –
  - Właścicielka kota (odc. 2a),
  - Starsza pani (odc. 3b)
- Brygida Turowska –
  - Poziomka (odc. 3b),
  - Flo (odc. 27a),
  - Li Wei (odc. 5b)
- Iwona Rulewicz –
  - Nora (odc. 3a),
  - Kelut (odc. 7b),
  - Renata (odc. 9b),
  - Kimbal (odc. 33a)
- Ryszard Olesiński –
  - Maciek Yeti (odc. 3a),
  - Charlie (odc. 4a),
  - Ojiisan (odc. 6a),
  - Borys (odc. 8b),
  - Weterynarz (odc. 9a)
- Krzysztof Zakrzewski – Pingwin (odc. 3a)
- Leszek Zduń –
  - Morison (odc. 4b),
  - Pucuś Chomik (odc. 9a),
  - Ralf (odc. 26a)
- Dariusz Odija –
  - Kowboj Lu (odc. 4a),
  - Nosorożec (odc. 5a),
  - Wieloryb (odc. 8a)
- Krzysztof Strużycki –
  - Luo (odc. 5b),
  - Robot Kosmiczny Rycerz (odc. 6a),
  - Albert (odc. 10a),
  - Salsa (odc. 11b),
  - Henk (odc. 33a)
- Katarzyna Tatarak –
  - Hiroki (odc. 6a),
  - Bebo (odc. 8b)
- Krzysztof Szczerbiński –
  - Eryk (odc. 7b),
  - Ganter (odc. 27b),
  - Robert (odc. 13a)
- Elżbieta Słoboda –
  - Mama Desty (odc. 7a),
  - Pucuś (odc. 8b)
- Michał Konarski –
  - Bart (odc. 10b),
  - Ramir (odc. 12b)
- Małgorzata Augustynów – Salcia (odc. 10a)
- Artur Kaczmarski –
  - Tata Julki (odc. 11a),
  - Wujek Roberta (odc. 13a)
- Anna Apostolakis –
  - Marika (odc. 12a),
  - Lucy (odc. 33b)
- Dariusz Błażejewski – Simbran (odc. 12b)
- Karol Wróblewski –
  - Jacek (odc. 12a),
  - Johnny (odc. 13b)
- Tomasz Błasiak – Wiórek (odc. 26b)
- Elżbieta Kijowska – Zuzia Leniwiec (odc. 26a)
- Anna Szczerbińska –
  - Alicja (odc. 26b),
  - Greta (odc. 27b)
- Joanna Ożarowska – Tipi (odc. 27a)
- Joanna Orzeszkowska – Babcia Koza (odc. 27b)
- Anna Gajewska – Kuku (odc. 33a)
- Rafał Mohr
- Krzysztof Swoboda
- Andrzej Bogusz
- Marcin Hycnar
- Halina Chrobak
- Rafał Żabiński
- Włodzimierz Press
- Henryk Łapiński
- Józef Mika
- Tomasz Grochoczyński
- Jacek Dzisiewicz
- Tomasz Bednarek
- Alina Więckiewicz
- Mikołaj Klimek

i inni
Piosenkę śpiewała: Danuta Stankiewicz
Lektor: Andrzej Bogusz

## Spis odcinków
| Premiera odcinka | N/o | Polski tytuł                         | Angielski tytuł            |
| ---------------- | --- | ------------------------------------ | -------------------------- |
|                  |     |                                      |                            |
| SERIA PIERWSZA   |     |                                      |                            |
|                  |     |                                      |                            |
| 05.06.2007       | 01  | Sweter na konkurs                    | Wonderful Woolies          |
| 05.06.2007       | 01  | Domek dla Hermana                    | Home for Herman            |
|                  |     |                                      |                            |
| 12.06.2007       | 02  | Mały może być wielki                 | Small is Beautiful         |
| 12.06.2007       | 02  | Kto się boi ciemności?               | Opening Night Jitters      |
|                  |     |                                      |                            |
| 19.06.2007       | 03  | Przyjaciel Yeti                      | Not Yeti                   |
| 19.06.2007       | 03  | Święto deszczu                       | Jingle Dress               |
|                  |     |                                      |                            |
| 26.06.2007       | 04  | Rodeo                                | Ride 'em Cowboy            |
| 26.06.2007       | 04  | Małpie figle                         | Monkey Stuff               |
|                  |     |                                      |                            |
| 03.07.2007       | 05  | Nie warto się kłócić                 | You Bug Me                 |
| 03.07.2007       | 05  | Dziel na dwa                         | Double Trouble             |
|                  |     |                                      |                            |
| 10.07.2007       | 06  | Prezent z papieru                    | Paper Presents             |
| 10.07.2007       | 06  | Idzie zima                           | Fowl Weather               |
|                  |     |                                      |                            |
| 17.07.2007       | 07  | Brudne jajko                         | Egg Sitting                |
| 17.07.2007       | 07  | Arktyczna przygoda                   | Arctic Antics              |
|                  |     |                                      |                            |
| 24.07.2007       | 08  | W paszczy wieloryba                  | Under the Sea              |
| 24.07.2007       | 08  | Niedźwiedzie idą spać                | Bedtime for Bear           |
|                  |     |                                      |                            |
| 31.07.2007       | 09  | Wizyta u lekarza                     | Visit to the Vet           |
| 31.07.2007       | 09  | Gra skończona                        | Game Over                  |
|                  |     |                                      |                            |
| 07.08.2007       | 10  | Książkowy przyjaciel                 | Lonely Library             |
| 07.08.2007       | 10  | Nie jestem śmieszny?                 | What's So Funny?           |
|                  |     |                                      |                            |
| 14.08.2007       | 11  | Tęczowe kolory                       | Paint Job                  |
| 14.08.2007       | 11  | Nie będę tego jeść                   | Yummy in My Tummy          |
|                  |     |                                      |                            |
| 21.08.2007       | 12  | Zostań mistrzem                      | Whiz Kid                   |
| 21.08.2007       | 12  | Piórko flaminga                      | Birds of a Feather         |
|                  |     |                                      |                            |
| 28.08.2007       | 13  | Nie warto się wstydzić               | Fancy Footwork             |
| 28.08.2007       | 13  | Powiedz Jamaika                      | Say Jamaica                |
|                  |     |                                      |                            |
| SERIA DRUGA      |     |                                      |                            |
|                  |     |                                      |                            |
| 05.09.2008       | 14  | Dobre maniery                        | Franny's manners           |
| 05.09.2008       | 14  | Grząska sprawa                       | Swamp thing                |
|                  |     |                                      |                            |
| 12.09.2008       | 15  | Piracki skarb                        | Pirate's treasure          |
| 12.09.2008       | 15  | Gadatliwy jak                        | Nat the yak                |
|                  |     |                                      |                            |
| 19.09.2008       | 16  | Hop i już                            | Hop to it                  |
| 19.09.2008       | 16  | Wielkie przedstawienie               | Make Them Laugh            |
|                  |     |                                      |                            |
| 26.09.2008       | 17  | Noc nie taka straszna                | Night Time                 |
| 26.09.2008       | 17  | Polarna przygoda                     | Bear facts                 |
|                  |     |                                      |                            |
| 03.10.2008       | 18  | Każdy jest wyjątkowy                 | Jumbo Hijinx               |
| 03.10.2008       | 18  | Taniec Du-Du                         | Fais Do Do                 |
|                  |     |                                      |                            |
| 10.10.2008       | 19  | Wielkie sprzątanie                   | Messy Monkey               |
| 10.10.2008       | 19  | Gdzie jest Misianda?                 | Greece is the Word         |
|                  |     |                                      |                            |
| 17.10.2008       | 20  | Księżniczka Tia                      | Princess Tia               |
| 17.10.2008       | 20  | Gwiazda w cieniu                     | Chez Lou Lou               |
|                  |     |                                      |                            |
| 24.10.2008       | 21  | Słodka tajemnica                     | Sweet Mystery              |
| 24.10.2008       | 21  | Gwiazda w cieniu                     | A Standout Performance     |
|                  |     |                                      |                            |
| 31.10.2008       | 22  | Baju, baju                           | Long Stories               |
| 31.10.2008       | 22  | Zwycięzca wystawy                    | Best In Show               |
|                  |     |                                      |                            |
| 07.11.2008       | 23  | Renifer spieszy na ratunek           | Reindeer to the Rescue     |
| 07.11.2008       | 23  | Świetny pomysł                       | Bright Idea!               |
|                  |     |                                      |                            |
| 14.11.2008       | 24  | Przeszkoda dla kucyka                | A Pony’s Tale              |
| 14.11.2008       | 24  | Teatrzyk kukiełkowy                  | Puppet Pals                |
|                  |     |                                      |                            |
| 21.11.2008       | 25  | Ośmiornica w ogrodzie                | Octopus’s Garden           |
| 21.11.2008       | 25  | Wielkie znalezisko                   | Colossal Fossil            |
|                  |     |                                      |                            |
| 28.11.2008       | 26  | Wielki wyścig                        | The Big Race               |
| 28.11.2008       | 26  | Śpiesz się powoli                    | It’s a Big Job             |
|                  |     |                                      |                            |
| SERIA TRZECIA    |     |                                      |                            |
|                  |     |                                      |                            |
| 05.12.2008       | 27  | Różowy flaming                       | Pink Flamingo              |
| 05.12.2008       | 27  | Babcia koza                          | Granny Nanny Goat          |
|                  |     |                                      |                            |
| 12.12.2008       | 28  | Śpiewający łoś                       | A Little Moose Music       |
| 12.12.2008       | 28  | Strażnik muzeum                      | Great Museum Caper         |
|                  |     |                                      |                            |
| 19.12.2008       | 29  | Małgosia w kręgielni                 | Franny and Five Pin        |
| 19.12.2008       | 29  | Bramkarz                             | Networth                   |
|                  |     |                                      |                            |
| 09.01.2009       | 30  | Iguana gra w kometkę                 | Iguana Play Paddleball     |
| 09.01.2009       | 30  | Lily z latarni morskiej              | Lighthouse Lily            |
|                  |     |                                      |                            |
| 16.01.2009       | 31  | Czary mary                           | Like Magic                 |
| 16.01.2009       | 31  | Zapominalska wiewiórka               | Scatterbrained Squirrel    |
|                  |     |                                      |                            |
| 19.07.2009       | 32  | Kichający pancernik                  | Armadillo Allergy          |
| 19.07.2009       | 32  | Trudna niecierpliwość                | Bee Patient                |
|                  |     |                                      |                            |
| 26.07.2009       | 33  | Nieszczęśliwy hipcio                 | Unhappy Hipo               |
| 26.07.2009       | 33  | Obiad z niespodzianką                | Westward Ho                |
|                  |     |                                      |                            |
| 02.08.2009       | 34  | Najpiękniejsza dynia                 | Happy Halloween            |
| 02.08.2009       | 34  | Tunel dla chomika                    | Tunnel Vision              |
|                  |     |                                      |                            |
| 09.08.2009       | 35  | Wystarczy poprosić                   | Shiver Me Timbers          |
| 09.08.2009       | 35  | Zrobię to później                    | Mount do it Later          |
|                  |     |                                      |                            |
| 16.08.2009       | 36  | Sroki kolekcjonerki                  | Mischievous Magpies        |
| 16.08.2009       | 36  | Śnieg na Jamajce                     | Snowy Jamaica              |
|                  |     |                                      |                            |
| 23.08.2009       | 37  | Zagubiony klucz                      | Lost in Mexico             |
| 23.08.2009       | 37  | Mały, wielki wyczyn                  | It’s Snow Small Feat       |
|                  |     |                                      |                            |
| 30.08.2009       | 38  | Model samolotu                       | Pilot Project              |
| 30.08.2009       | 38  | Świąteczne życzenia                  | Season’s Greetings         |
|                  |     |                                      |                            |
| 25.01.2010       | 39  | Nie ma jak w domu                    | There’s no Place Like Home |
| 26.01.2010       | 39  | Starzy przyjaciele, nowi przyjaciele | Old Friends New Friends    |
|                  |     |                                      |                            |